# Паива

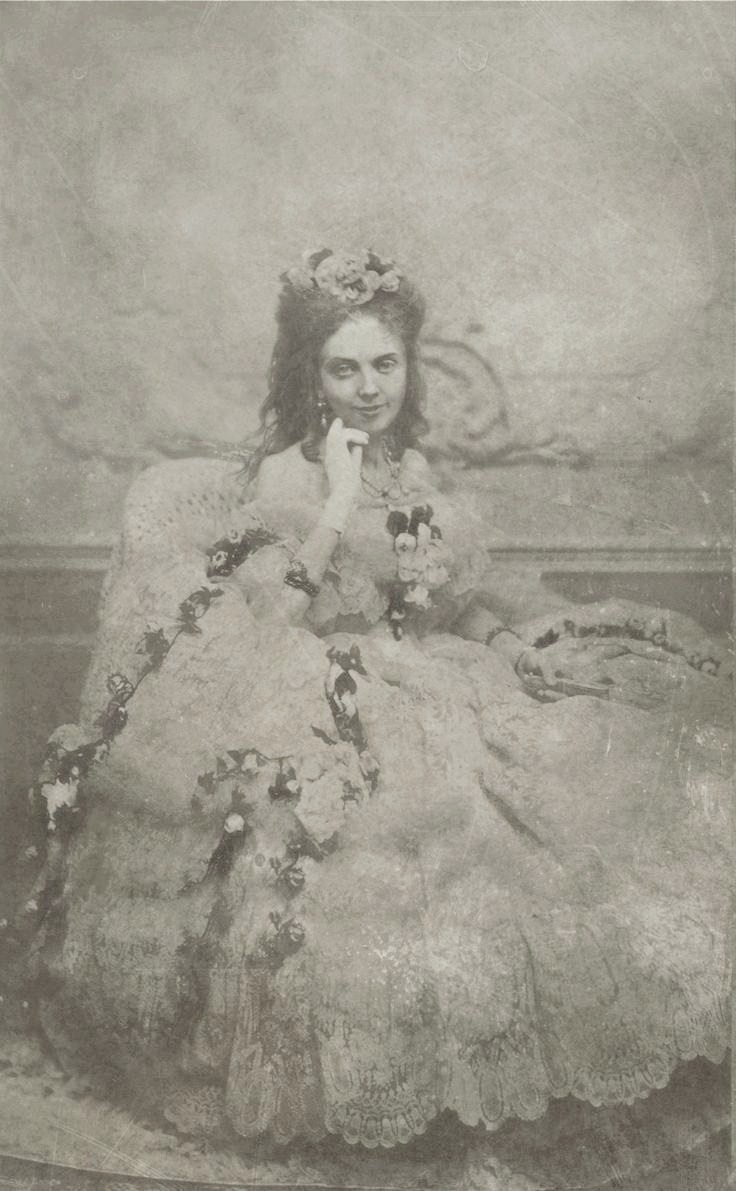

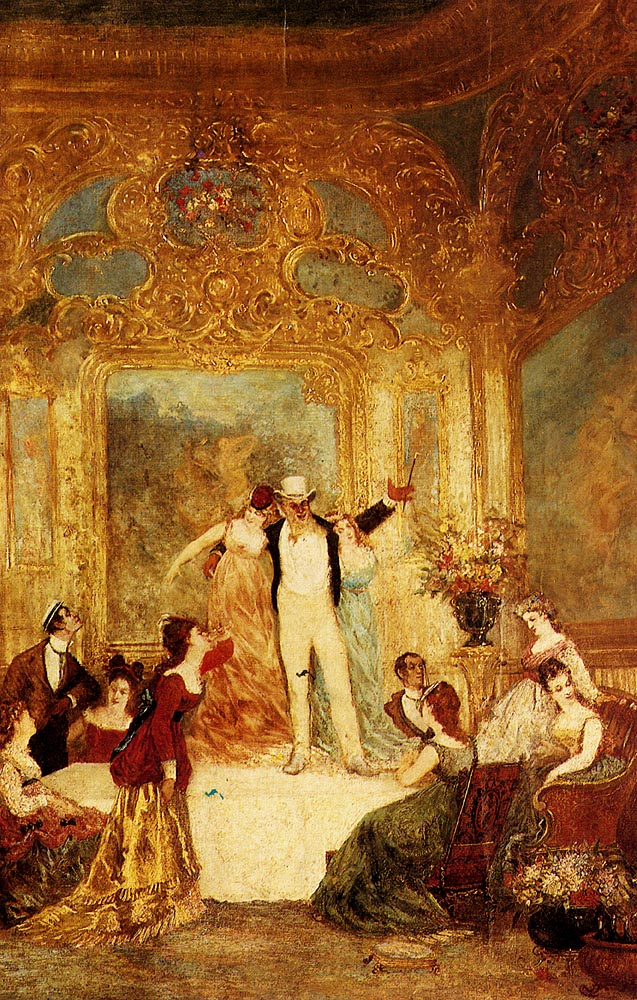
Картина «Вечер у Паивы» кисти Монтичелли

Маркиза Паива (фр. Esther Pauline Blanche "Thérèse" de Paiva Araújo, чаще La Païva, при рождении Эсфирь Борисовна Лахман, 7 мая 1819, Москва — 21 января 1884, замок Нойдек, Силезия, ныне Сверклянец, Польша) — куртизанка еврейского происхождения, хозяйка литературного салона, одна из знаковых фигур французского общества Второй империи.

## Биография
Дочь евреев, выходцев из Польши. В 16 лет родители выдали её за французского портного Антуана Вильюэна. Эсфирь родила ему сына, также названного Антуан (1837—1882), но в 1838 бежала от мужа, семьи и нищеты, долгим и кружным путём прибыла в Париж. Во время пребывания на водах в Эмсе обворожила австрийского пианиста Генриха Герца, который познакомил её с Листом, Вагнером, Готье, Жирарденом. Эта связь почти довела Герца до разорения, и его родственники запретили Эсфирь появляться в доме музыканта.
В середине 1840-х гг. Тереза (она взяла это имя) стала одной из самых известных и элегантных женщин Парижа. После разрыва с Герцем она стала избранницей герцога де Гиша, лорда Стенли и других британских вельмож; на какое-то время переехала в Лондон. Первый её муж умер в 1847 году.
В 1848 г. Эсфирь вернулась в Париж, где в 1851 г. вышла замуж за португальского толстосума Альбино Араужу де Паива, который именовал себя маркизом, хотя в действительности был сыном владельца опиумных складов в Макао. Брак быстро распался, однако португалец не давал ей развода до 1871 года. Новым избранником Терезы стал 22-летний силезский землевладелец и промышленник — прусский граф (с 1901 г. князь) Гвидо Хенкель фон Доннерсмарк. Аристократ построил ей богатейший особняк на Елисейских полях (потолки расписывал Жером), а также приобрёл загородную усадьбу Поншартрен. По словам историка экономики Феликса Пиннера:

«Паива была прямо-таки гением в деловых вопросах. Чуткий инстинкт подсказал ей, что в наполовину промотавшемся немецком графе-гуляке дремлет талант умело вести дела, а его германские владения представляют собой прекрасный материал для того, чтобы начать ворочать большими делами. Граф Гвидо стал мастером своего дела, из объекта денежных операций, которым он был во время партизанской войны со своими кредиторами, он превратился в субъект финансовых операций. На новые кредиты, взятые во Франции и Германии, Гвидо приобретает хозяйственные комплексы, угольные шахты, рудники и металлургические предприятия. Унаследованный от отца металлургический завод „Лаурахютте“ он слил с государственным заводом „Кенигсхютте“; опираясь на поддержку банкира Герсона Блейхредера, он создал на их основе акционерное общество и нажил огромное состояние».
Ги Бретон в своей книге «Истории любви в истории Франции» отмечает, что Паива питала личную неприязнь к французам и к Наполеону III из-за того, что её не принимали ни в высшем обществе, ни при дворе, и с 1869 года, пользуясь своими связями, она переправляла Бисмарку информацию, которую получала во время приёмов из разговоров с высокопоставленными гостями. Дюма-сын вывел её под именем Цезарины в пьесе «Жена Клода» (1873).
Брак Терезы с Гвидо был официально оформлен в октябре 1871 года. Шесть лет спустя Доннерсмарки, заподозренные в шпионаже, были вынуждены покинуть Францию и переселились в свой силезский замок Нойдек. Супругам принадлежало одно из богатейших ювелирных собраний Европы; в 2007 году на аукционе Сотби два бриллианта Паивы были проданы за 2 и 3 миллиона евро. В германских владениях графиня Хенкель фон Доннерсмарк вела уединённое существование до самой смерти в возрасте 64 лет.
По легенде, после смерти Паивы муж заспиртовал её тело в хрустальном гробу. Впоследствии этот гроб был обнаружен следующей женой графа — также уроженкой России, по имени Екатерина Васильевна (девичья фамилия Слепцова, 1862—1929).